# Les Gobelins (métro de Paris)
Ne doit pas être confondu avec Gare de Paris-Gobelins.
Pour les articles homonymes, voir Gobelin.
Les Gobelins est une station de la ligne 7 du métro de Paris, située dans le 13e arrondissement de Paris.

## Situation
La station est implantée sous la partie médiane de l'avenue des Gobelins, entre la Manufacture et le carrefour des Gobelins, à la croisée de quatre grandes artères parisiennes : l'avenue des Gobelins, le boulevard Saint-Marcel, le boulevard Arago et le boulevard de Port-Royal. Approximativement orientée nord/sud, elle s'intercale entre les stations Censier - Daubenton et Place d'Italie.

## Histoire

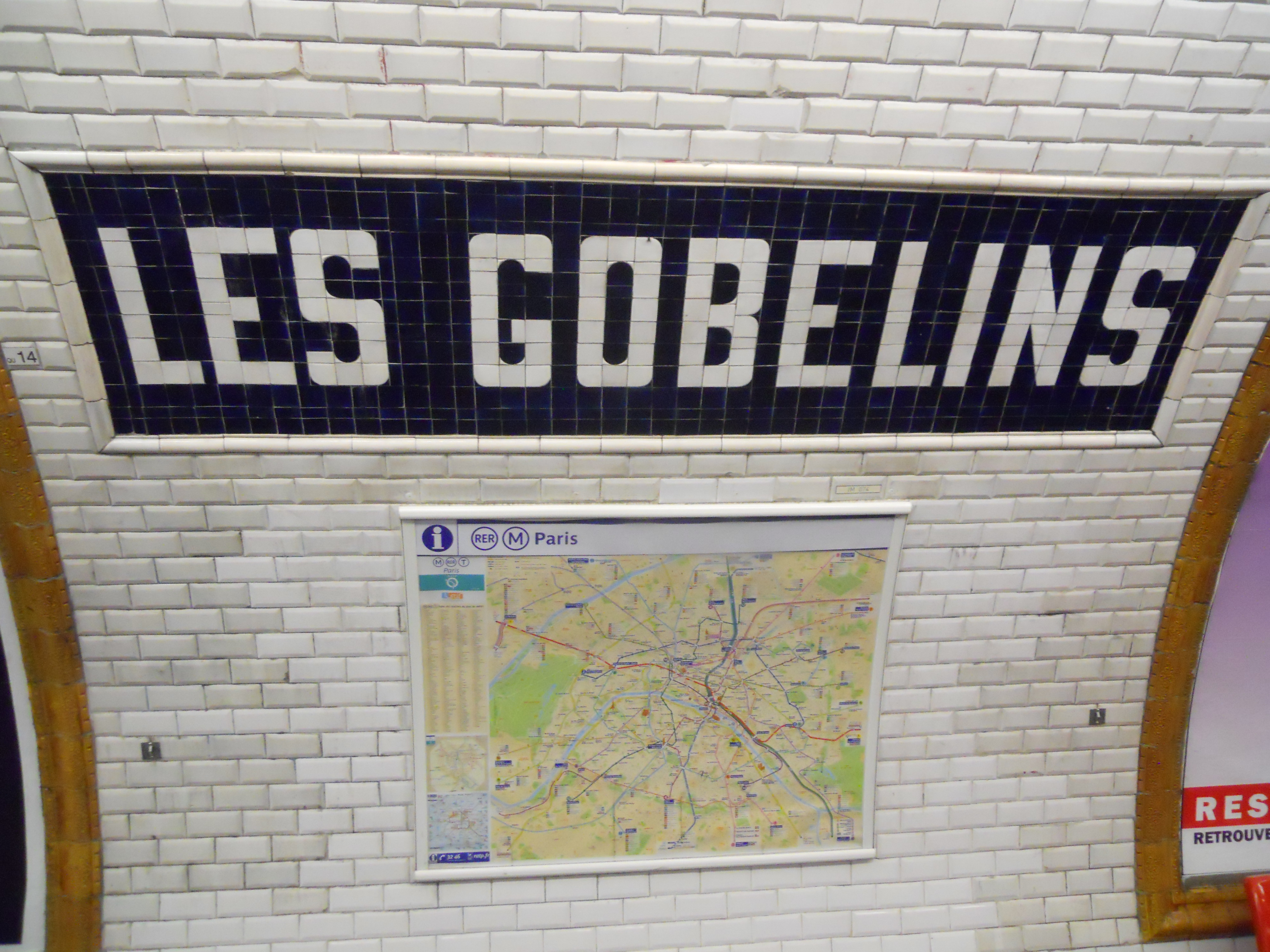
Nom de la station en carreaux blancs sur fond bleu.

La station est ouverte le 15 février 1930 avec la mise en service du prolongement de la ligne 10 entre Odéon et Place d'Italie.
Le 26 avril 1931, elle est transférée à la ligne 7, qui effectue alors le trajet de Pré-Saint-Gervais ou de Porte de la Villette jusqu'au terminus sud de Porte d'Ivry, lequel est inauguré à la même date.
Elle tire sa dénomination de la Manufacture des Gobelins, haut lieu de la production de tapisserie, installé depuis le XVe siècle au bord de la Bièvre, et qui a donné son nom à l'avenue des Gobelins d'une part ainsi qu'à la rue des Gobelins d'autre part.
Dans le cadre du programme « Renouveau du métro » de la RATP, les couloirs de la station ainsi que l'éclairage des quais ont été rénovés le 21 avril 2005.
En 2019, 3 377 372 voyageurs sont entrés à cette station ce qui la place à la 149e position des stations de métro pour sa fréquentation,.
En 2020, avec la crise du Covid-19, 1 733 427 voyageurs sont entrés dans cette station ce qui la place à la 142e position des stations de métro pour sa fréquentation.
En 2021, la fréquentation remonte progressivement, avec 2 365 942 voyageurs qui sont entrés dans cette station ce qui la place à la 143e position des stations de métro pour sa fréquentation.

## Services aux voyageurs

### Accès
La station dispose de cinq accès débouchant de part et d'autre de l'avenue des Gobelins, agrémentés pour chacun d'une balustrade de type Dervaux :
- l'accès 1 « Boulevard Saint-Marcel », constitué d'un escalier fixe orné d'un candélabre Dervaux, se trouvant au droit du no 25 de l'avenue ;
- l'accès 2 « Boulevard Arago », également constitué d'un escalier fixe doté d'un mât Dervaux, se situant face au no 28 de l'avenue ;
- l'accès 3 « Rue Le Brun », constitué d'un escalier fixe, se trouvant au droit du no 47 de l'avenue ;
- l'accès 4 « Manufacture des Gobelins », constitué d'un escalier fixe, se situant face à la Manufacture au no 42 de l'avenue ;
- l'accès 5 « Rue des Gobelins », constitué d'un escalier mécanique montant permettant uniquement la sortie depuis le quai en direction de Mairie d'Ivry et Villejuif - Louis Aragon, débouchant au droit du no 36 de l'avenue.

Accès à la station
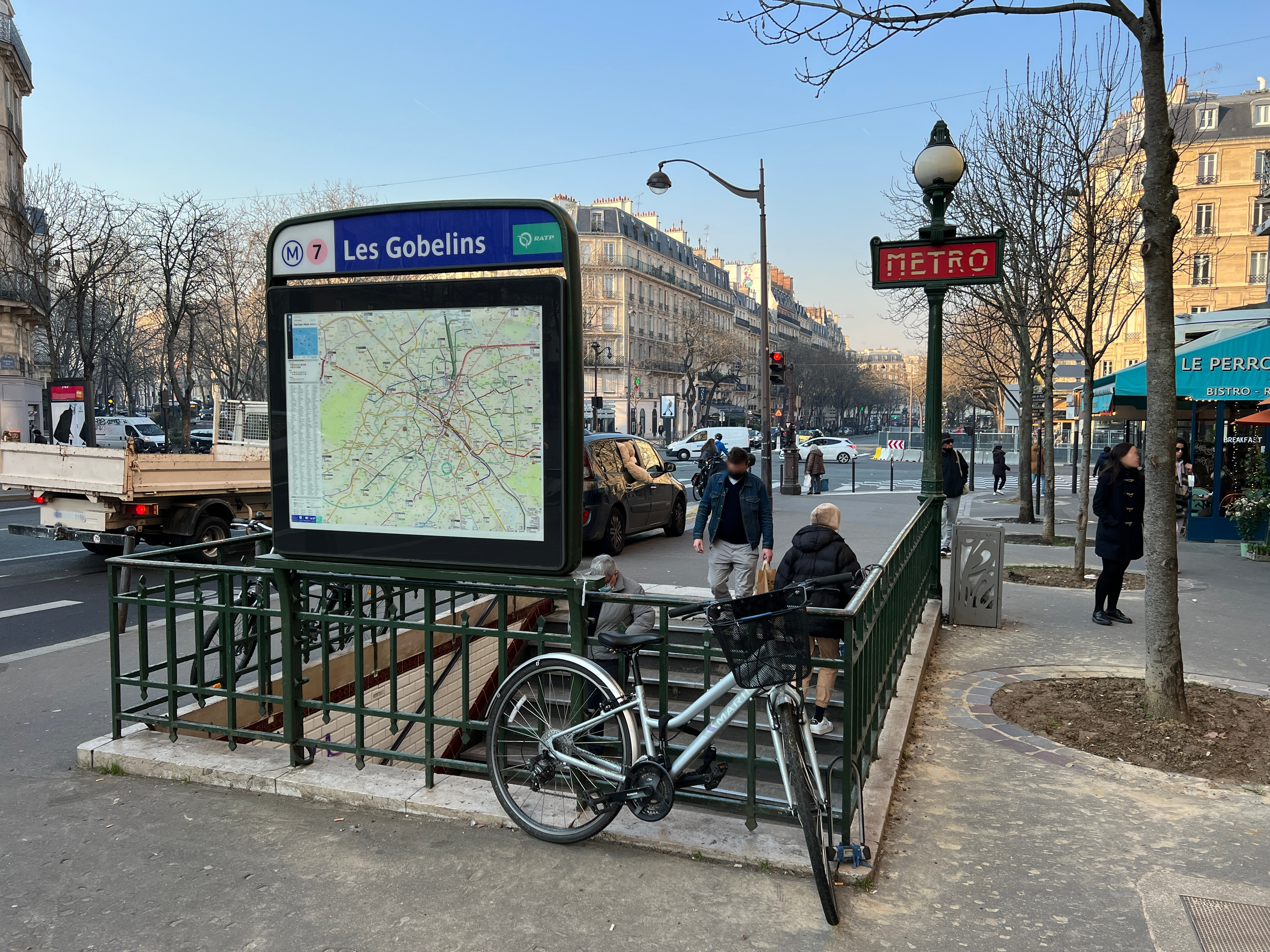
L'accès no 1 « Boulevard Saint-Marcel ».
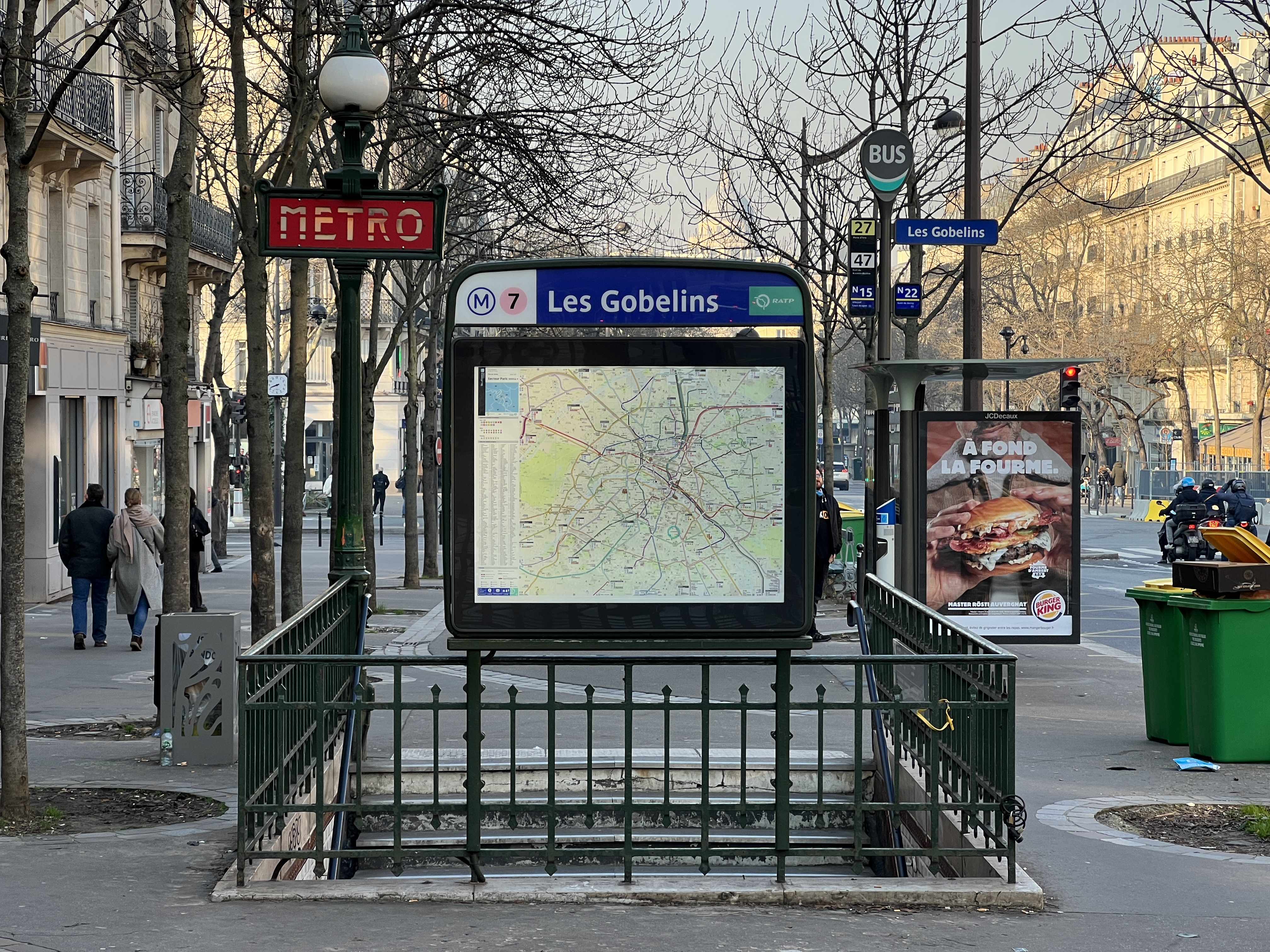
L'accès no 2 « Boulevard Arago ».
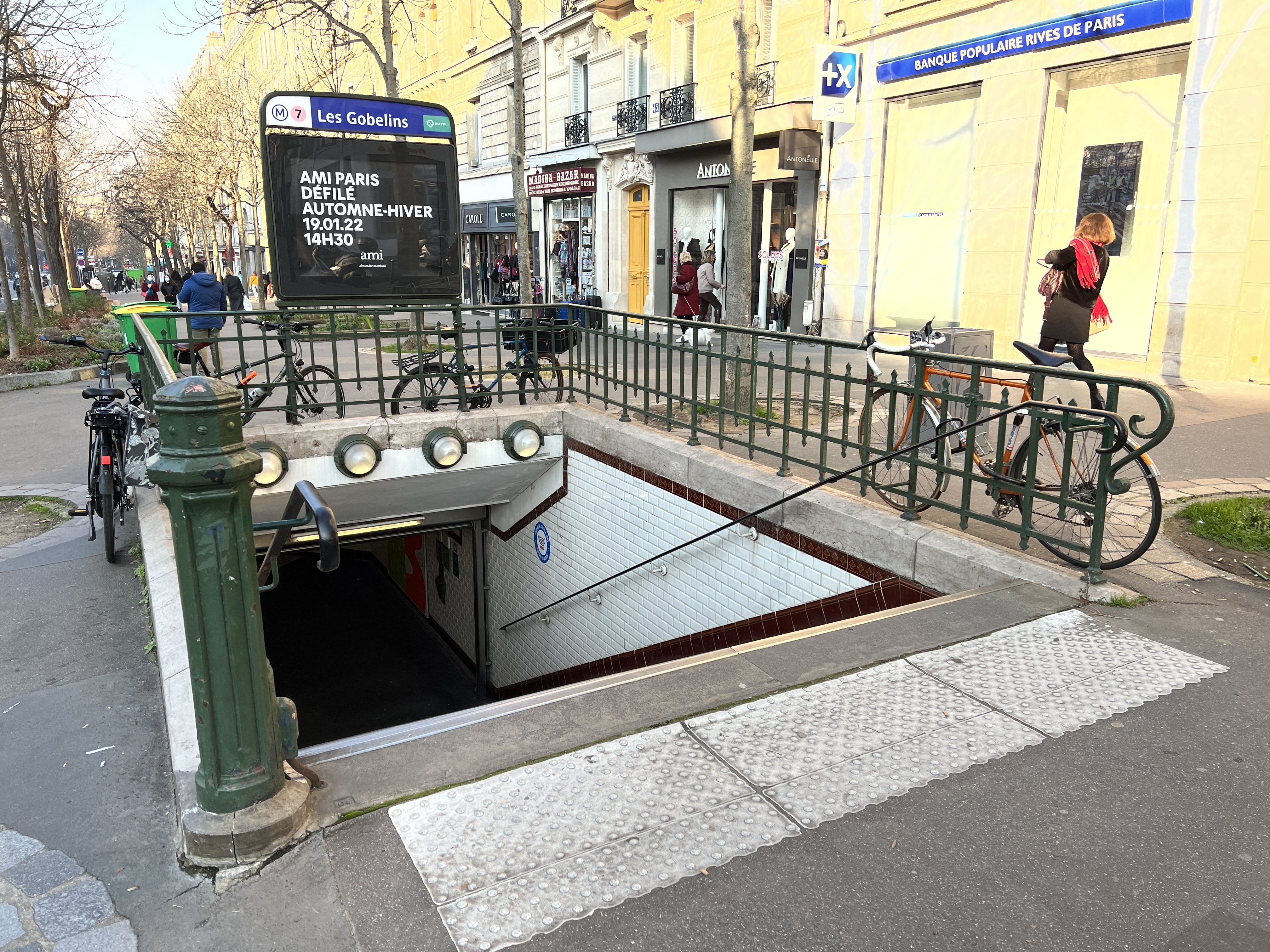
L'accès no 3 « Rue Le Brun ».
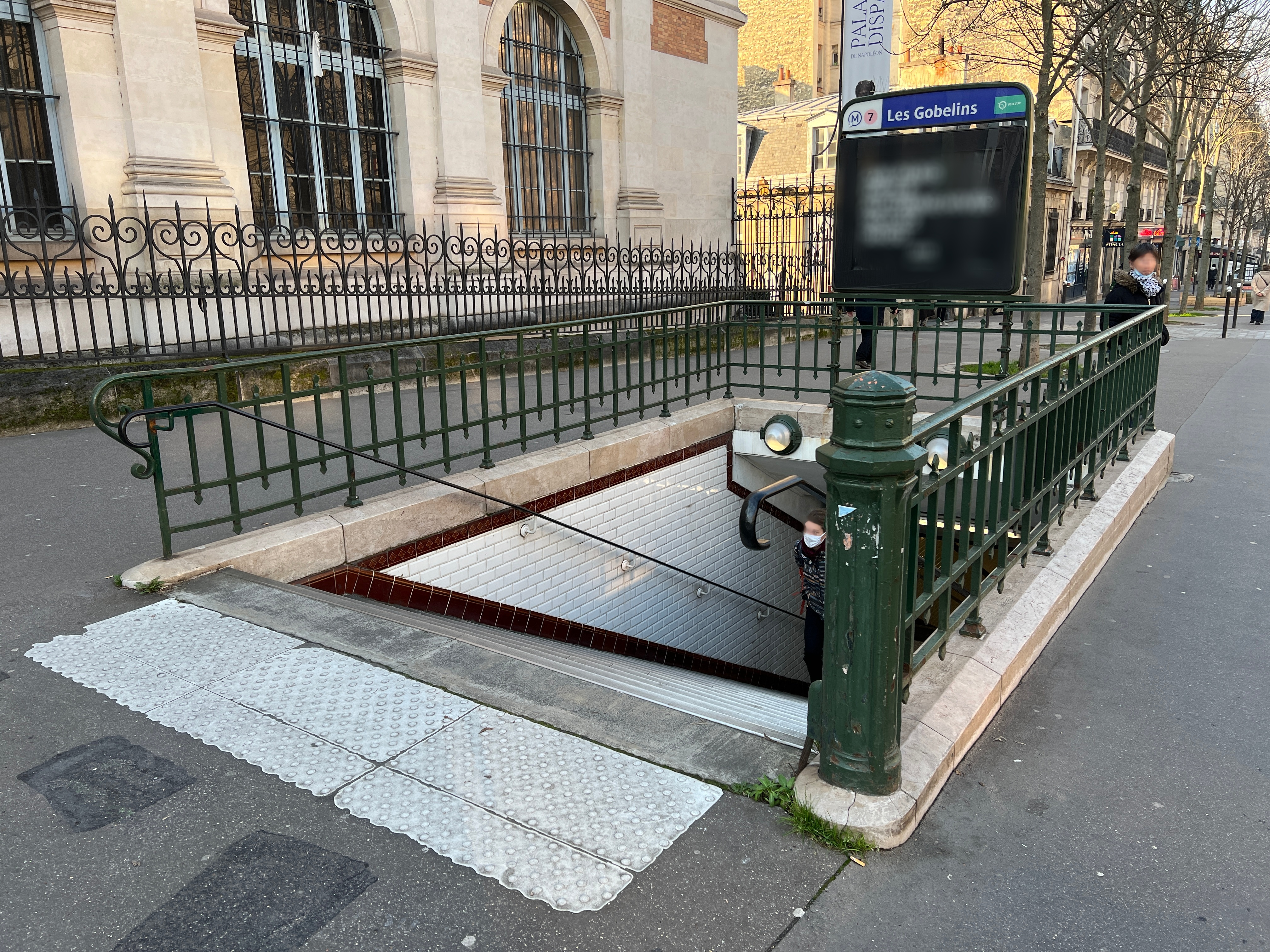
L'accès no 4 « Manufacture des Gobelins ».
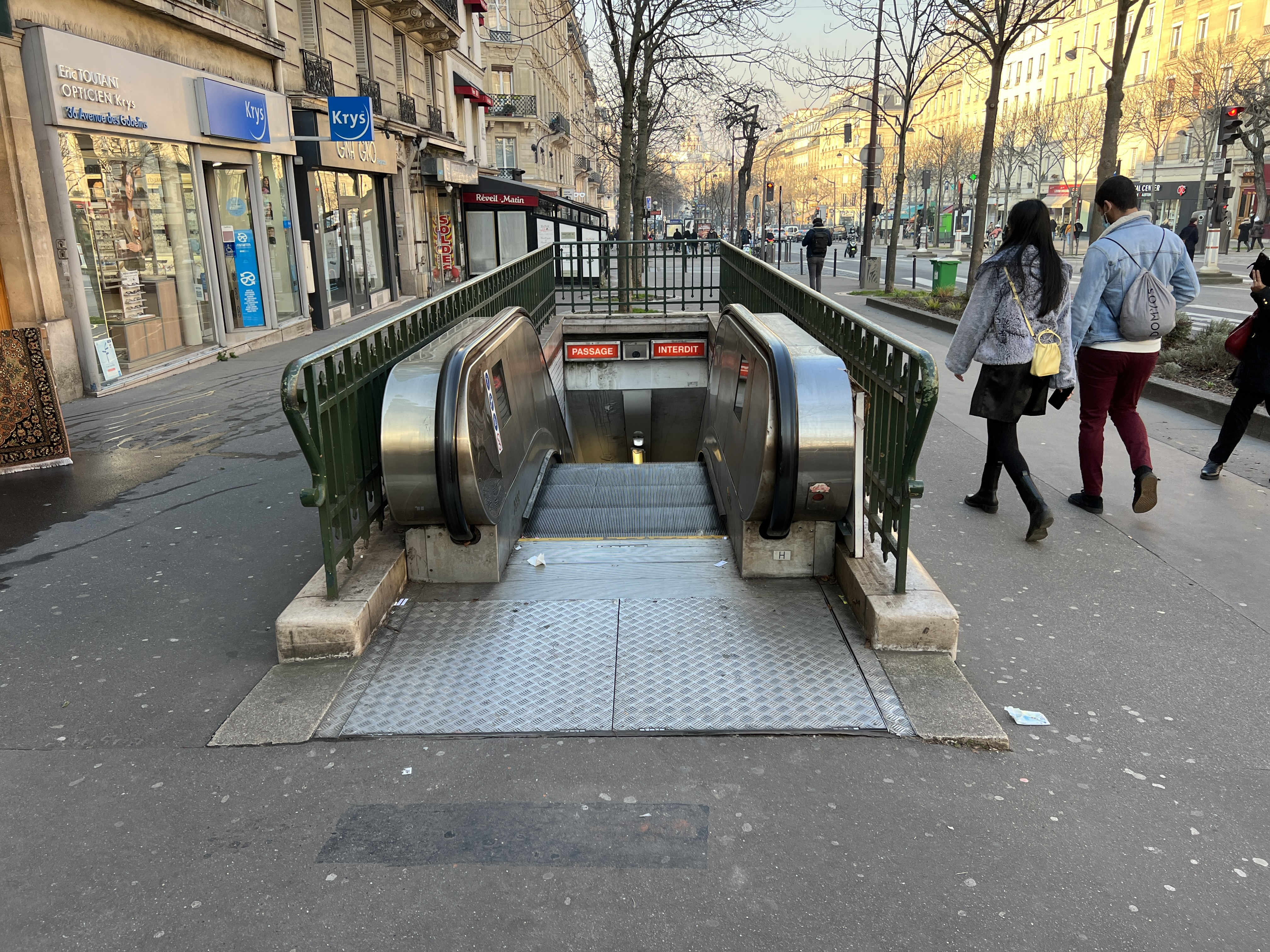
L'accès no 5 « Rue des Gobelins ».

### Quais
Les Gobelins est une station de configuration standard : elle possède deux quais séparés par les voies du métro et la voûte est elliptique. La décoration est du style utilisé pour la majorité des stations du métro : les bandeaux d'éclairage sont blancs et arrondi dans le style « Gaudin » du renouveau du métro des années 2000, et les carreaux en céramique blancs biseautés recouvrent les pieds-droits, la voûte et les tympans. Les cadres publicitaires sont en faïence de couleur miel dans le style de la CMP d'origine, et nom de la station est également en faïence, mais il se distingue par une police de caractères différente de celles des autres stations avec un fond d'un bleu plus foncé (particularité que la station ne partage avec sa voisine Place d'Italie sur la même ligne). Les sièges de style « Motte » sont de couleur bleue.

### Intermodalité
La station est desservie par les lignes de bus 24, 27, 47, 59, 83 et 91 du réseau de bus RATP et, la nuit, par les lignes N01, N02, N15 et N22 du Noctilien.

## À proximité
- Manufacture des Gobelins ;
- Square René-Le Gall ;
- Place en Hommage-aux-Femmes-Victimes-de-Violences ;
- Mobilier national.